# Блерк, Бок ван
Бок ван Блерк (африк. Bok van Blerk; родился 30 марта 1978, Боскоп, Капская провинция, ЮАР) — южноафриканский певец, исполняющий песни на языке африкаанс. Его настоящие имя и фамилия — Луи Пеплер (африк. Louis Pepler), а Бок ван Блерк — это сценический псевдоним.
Стал известным в 2006 году после того, как исполнил песню Шона Элса и Йохана Форстера «De La Rey». Песня сразу же стала хитом среди африканеров.

## Ранние годы и карьера
Фан Блерк учился в Hoerskool Die Wilgers в Претории. После окончания учёбы уехал работать в Австралию.
Однако, вернулся на родину в 2005. И в марте 2006 года Ван Блерк и the Mossies выпустили альбом «Jy praat nog steeds my taal?» («Ты всё ещё говоришь на моём языке?»). Тот же самый альбом был выпущен в октябре 2006 года под названием «De La Rey». Ван Блерк выступает вместе с гитаристом Жако Манси (но иногда и с Ван Манчестер Никерком), бас-гитаристом Франсуа Кутзие и барабанщиком Натаном Смитом. В 2009 году вышел альбом «Afrikanerhart» («Сердце африканера»). Название альбому дала одноименная патриотическая песня «Afrikanerhart», посвященная Второй англо-бурской войне и, в частности, битве при Махерсфонтейне.

## Общественный резонанс
6 февраля 2007 г. южноафриканский Департамент искусства и культуры выступил с заявлением о песне «De La Rey» (посвящена Коосу де ла Рею) из-за её популярности среди африканеров. Департамент заявил, что видит в этой песне призыв к вооружённой борьбе. На некоторые концерты определённые зрители приносят старые южноафриканские флаги и флаги Трансвааля (т. н. Vierkleur). Флаг Оранжевого Свободного государства показан в видеоклипе на песню «De La Rey». Там смелый бурский ополченец идёт с этим флагом на британские позиции. Статья журнала «Huisgenoot» призвала министра Палли Джордана воздержаться от резких комментариев. В заявлении департамента выражается сожаление по поводу возможности того, что песня может быть подхвачена крайне правыми кругами, но департамент пожелал певцу успеха. Министр также заявил, что нет никаких проблем с деятельностью оппозиции, поскольку сама песня не выходит за рамки закона.
Сам Блерк говорит, что он не отождествляет себя со старым южноафриканским флагом и не хочет идентифицироваться с ним. Но он способствует популяризации языка африкаанс. Так, однажды вокалист отказался от участия в концерте, организованном 94,7 Highveld Stereo, потому что не согласен с его редакционной политикой, которая пренебрегает музыкой на языке африкаанс. Он также даёт понять, что он не на стороне радикальной политической группировки Boeremag, поскольку не считает насилие путём решения проблем. Певец подчеркивает, что генерал Коос Де ла Рей был за мир.

## Дискография
- 2005: De La Rey (Де ла Рей)
- 2009: Afrikanerhart (Сердце африканера)
- 2010: My Kreet (Мой плач)
- 2013: Steek Die Vure Aan (Разведём огонь)
- 2015: Sing Afrikaner Sing (Пой, африканер, пой)

## Фильмография
- Platteland (2011)
- As jy sing (2013)
- Vrou Soek Boer (2014)
- Leading Lady (2014)